# Takagi Takuja
Takagi Takuja (Nagaszaki, 1967. november 12. –) japán válogatott labdarúgó, edző.
A japán válogatott tagjaként részt vett az 1988-as és az 1992-es és az 1996-os Ázsia-kupán.

## Statisztika
| Japán válogatott | Japán válogatott | Japán válogatott |
| Időszak          | Mérk.            | gól              |
| ---------------- | ---------------- | ---------------- |
| 1992             | 11               | 5                |
| 1993             | 13               | 7                |
| 1994             | 5                | 2                |
| 1995             | 0                | 0                |
| 1996             | 10               | 6                |
| 1997             | 5                | 7                |
| Összesen         | 44               | 27               |

### Edzői statisztika
| Csapat           | Nemzet   | –tól     | –ig      | Mérkőzések | Mérkőzések | Mérkőzések | Mérkőzések | Mérkőzések |
| Csapat           | Nemzet   | –tól     | –ig      | M          | Gy         | V          | D          | Gy %       |
| ---------------- | -------- | -------- | -------- | ---------- | ---------- | ---------- | ---------- | ---------- |
| Yokohama FC      | Japán    | 2006     | 2007     | 69         | 29         | 17         | 23         | 42,0       |
| Tokyo Verdy      | Japán    | 2009     | 2009     | 44         | 17         | 9          | 18         | 38,6       |
| Roasso Kumamoto  | Japán    | 2010     | 2012     | 116        | 42         | 34         | 40         | 36,2       |
| V-Varen Nagasaki | Japán    | 2013     | 2018     | 244        | 88         | 71         | 85         | 36,1       |
| Omiya Ardija     | Japán    | 2019     | 2020     | 34         | 16         | 12         | 6          | 47,1       |
| SC Sagamihara    | Japán    | 2021     | Jelenleg | 0          | 0          | 0          | 0          | —          |
| Összesen         | Összesen | Összesen | Összesen | 507        | 192        | 143        | 172        | 37,9       |